# 小西淳二
小西 淳二（こにし じゅんじ、1940年 - ）は、日本の臨床研究者。甲状腺の研究を基盤とし、核医学の分野で大きな足跡を残した。京都大学医学部核医学講座教授および京都大学医学部附属病院放射線部長を歴任した後、京都大学名誉教授、杉田玄白記念公立小浜病院 名誉院長、公益財団法人体質研究会顧問を務める。

## 来歴
1940年香川県高松市生まれ。1958年香川県立高松高等学校卒業、1958年京都大学医学部入学、1964年京都大学医学部附属病院にて実地修練を行う。
1965年京都大学第2内科大学院（三宅儀教授）に入学し、甲状腺の診療と研究に携わる。鳥塚莞爾 以下13名の甲状腺グループで、「バセドウ病のアイソトープ治療に関する研究」をテーマとし、晩発性甲状腺機能低下症の発症機序を探る臨床研究を進めた。実験室では、Long –acting thyroid stimulator（LATS）研究の草分けの一人である森徹をリーダーに、LATS測定を行い、臨床では晩発性機能低下症を防ぐ試みとして131I 4mCiの減量法を試みた。また、菅原努教授の放射能基礎医学教室で実験手技を学ぶ。
1970年からは、ニューヨーク州のRochester General HospitalでStraight Medical Internを1年勤めた後、スタンフォード大学のKriss JP教授の研究室に居た森徹の後を継ぎ、LATSの研究を継承、Kriss教授提唱の甲状腺眼症の「サイログロブリン自己免疫説」を支持する外眼筋の膜とサイログロブリンの親和性を見出した。また、Payne ROとの共同研究を通じ、笹月健彦（国立国際医療センター名誉総長）と出会い、自己免疫性甲状腺疾患患者におけるHuman Leukocyte Antigen（HLA）の研究につなげる。
1974年に帰国後は、鳥塚莞爾教授が創設した核医学教室で、Thyroid−stimulating hormone（TSH）のRadio-receptor assay（RRA）の開発に取り組む。TSHのRRAを利用して、Smith BRらは、バセドウ病の甲状腺刺激性IgGがTSHのレセプター結合を阻害する抗体であることを示し、この活性をThyroid stimulating immunoglobulin（TSI）と呼んだ。これに対し、小西らのグループは、1978年に遠藤啓吾によるレセプターアセイと笠木寛治による生物活性の測定から、甲状腺機能低下症患者のIgGに、刺激活性のないブロッキング抗体が存在することを明らかにした。
以後、RRAで検出される抗体は、TSH-binding inhibitor immunoglobulin（TBII）と呼ばれ、その後、松浦信夫が発見した新生児一過性甲状腺機能低下症など、ブロッキング抗体による病態が相次いで解明され、1985年に「ブロッキング抗体による甲状腺機能低下症」の疾患概念が世に認められた。
1982年に院内サイクロトロンの設置に始まる、Positron emission tomography（PET）プロジェクトが始動し、1985年に日本で最初の1.5T MRIが附属病院に導入されるなど、画像医学の発展期を迎えた1987年に核医学講座の第2代教授に就任した。1994年、放射線医学講座の阿部光幸教授の退官により、放射線部長を併任、画像診断全般のかじ取りを担った。
1996年には2台目のMRI装置が設置され、「映像医療学」寄付講座を発足させた。PETの普及発展には、検査への保険適用が不可欠であり、日本核医学会のPETワーキンググループ代表、日本アイソトープ協会のサイクロトロン核医学利用専門委員会委員長として、前任の鳥塚莞爾福井医科大学長とともに、O-15標識酸素ガスを用いるPET検査、およびF-18標識Fluorodeoxyglucose（FDG）-PET検査への保険適用（それぞれ1996年、2002年）に学会をあげて注力し、その実現を図った。
甲状腺領域では、5年毎に開催される国際甲状腺学会（International Thyroid Congress:ITC）があり、その下部組織として、世界４地区に地域甲状腺学会が置かれている。1978年に最も新しく発足したAsia & Oceania Thyroid Association（AOTA）では、1985年の長瀧重信会長就任時より2000年まで事務局長を担当し、2005年から2010年まで会長を務めた。それまで5年に1回開かれていたAOTAの学会をITCの2年後と4年後の2回開催することとし、活性化を図った。

## 略歴
- 1964年（昭和39年）3月 京都大学医学部 卒業
- 1964年（昭和39年）4月 京都大学医学部附属病院 実地修練
- 1965年（昭和40年）4月 京都大学大学院（第二内科） 入学
- 1969年（昭和44年）3月 京都大学単位修得 退学（昭和49年3月京都大学医学博士）
- 1970年（昭和45年）7月 米国NY州ロチェスター総合病院内科 留学
- 1971年（昭和46年）7月 スタンフォード大学 核医学科 留学
- 1974年（昭和49年）1月 京都大学医学部附属病院放射線部 助手
- 1978年（昭和53年）4月 京都大学医学部核医学科 講師
- 1982年（昭和57年）4月 京都大学 助教授
- 1987年（昭和62年）4月 京都大学 教授
- 1994年（平成6年）4月 京都大学医学部附属病院放射線 部長
- 2003年（平成15年）4月 京都大学 名誉教授
- 2003年（平成15年）4月 杉田玄白記念公立小浜病院 院長
- 2011年（平成23年）1月 杉田玄白記念公立小浜病院 名誉院長
- 2013年（平成25年）6月 公益財団法人体質研究会 理事長
- 2017年（平成29年）6月 公益財団法人体質研究会 顧問

現在に至る

## 学術賞
- 1979年 日本内分泌学会甲状腺分科会 七条賞
- 1986年 アジア・オセアニア甲状腺学会 Mallinckrodt賞
- 1993年 ドイツ核医学会 第21回Hevesy賞（G.V.Hevesy Memorial Medal）
- 1996年 日本核医学会 CIS賞
- 1999年 日本甲状腺学会 三宅賞
- 2013年 World Association of Radiopharmaceutical & Molecular Therapy "Lifetime Achievement Award"

## 関連事項
- 1995年 第38回日本内分泌学会甲状腺分科会 会長
- 1996年 第36回日本核医学会 会長
- 1996年 第6回アジア・オセアニア核医学会 事務総長
- 2000年 第12回国際甲状腺学会（ITC） 組織委員長
- 2001年 第6回日本心臓核医学会 会長
- 2003年 第62回日本医学放射線学会 会長